# Jilsbach (Wümme)
Der Jilsbach ist ein 3,4 km langer Bach in der Gemeinde Otter im Landkreis Harburg in Niedersachsen, der von rechts und Osten in die Wümme mündet.

## Verlauf
Der Jilsbach fließt auf ganzer Länge im Naturschutzgebiet Obere Wümmeniederung. Er fließt vom östlichen Rand des NSG, westlich von Groß Todtshorn, in westlicher Richtung durch das Naturschutzgebiet. Er entwässert den Hauptteil des Moores im Naturschutzgebiet und fließt ansonsten deutlich begradigt durch die Wiesenlandschaft Weidegründe. Am Ende nimmt er von Süden den Dammgraben auf und fließt wenige Meter später von rechts und Osten in die Wümme.

## Befahrungsregeln
Zum Schutz, dem Erhalt und der Verbesserung der Natur als Lebensraum für wild lebende Tiere und Pflanzen erließ der Landkreis Harburg 2016 die Verordnung über das Naturschutzgebiet Obere Wümmeniederung. Seitdem ist das Befahren und Betreten des Jilsbachs ganzjährig verboten.